# Wanchun, Sichuan
Wanchun (kinesiska: 万春镇, 万春) är en köping i Kina. Den ligger i provinsen Sichuan, i den sydvästra delen av landet, omkring 26 kilometer väster om provinshuvudstaden Chengdu. Antalet invånare är 57 059. Befolkningen består av 28 140 kvinnor och 28 919 män. Barn under 15 år utgör 11,0 %, vuxna 15-64 år 77 %, och äldre över 65 år 11,0 %.
Genomsnittlig årsnederbörd är 1 318 millimeter. Den regnigaste månaden är juli, med i genomsnitt 377 mm nederbörd, och den torraste är december, med 11 mm nederbörd.